# Doctors Don't Tell
Pour plus de détails, voir Fiche technique et Distribution.
Doctors Don't Tell est un film américain de Jacques Tourneur (Edward Mann en réalise seulement quelques scènes additionnelles), sorti en 1941.

## Fiche technique
- Titre original : Doctors Don't Tell
- Réalisation : Jacques Tourneur, et Edward Mann pour quelques scènes additionnelles
- Scénario : Theodore Reeves, Isabel Dawn
- Direction artistique : John Victor Mackay
- Décors : Ralph Oberg
- Costumes : Adele Palmer
- Photographie : Ernest Miller
- Montage : Murray Seldeen, Edward Mann
- Musique : Cy Feuer
- Production associée : Albert J. Cohen
- Société de production : Republic Pictures
- Société de distribution : Republic Pictures
- Pays de production :  États-Unis
- Langue originale : anglais
- Format : noir et blanc — 35 mm — 1,37:1 — son Mono (RCA Sound System)
- Genre : drame
- Durée : 65 minutes
- Date de sortie :
  - États-Unis : 27 août 1941

## Distribution
- John Beal : Ralph Sawyer
- Florence Rice : Diana Wayne
- Edward Norris : Frank Blake
- Ward Bond : Barney Millen
- Douglas Fowley : Joe Grant
- Grady Sutton : Peter Piper
- Bill Shirley : Tom Wayne
- Joseph Crehan : le juge
- Paul Porcasi : Montes
- Russell Hicks : Superintendant Duff
- Howard Hickman : Watkins

## Chansons du film
- Lilly and Billy, paroles et musique de Jule Styne et Sol Meyer
- Take My Heart, paroles et musique de Jule Styne et Eddie Cherkose